# Renda bàsica
La renda bàsica (RB), tal com la defineix la Xarxa Renda Bàsica, és un ingrés pagat per l'estat a cada membre de ple dret de la societat o resident, àdhuc si no vol treballar de manera remunerada, sense prendre en consideració si és ric o pobre, altrament, independentment de quines puguin ser les altres possibles fonts de renda, i sense importar amb qui convisqui.

## Què és?
1. Un ingrés pagat per l'estat. "Estat" pot incloure una institució juridicopolítica més gran que la dels estats realment existents. La Unió Europea podria ser un assenyalat exemple. Pot referir-se també a àmbits juridicopolítics menors que el de l'estat, com seria el cas d'una comunitat autònoma. I pot referir-se, òbviament, a l'estat nació tradicional.
2. A cada membre de ple dret de la societat o resident. En els diferents models de finançament de la RB hi ha variacions de quantitat, d'edats (més o menys quantitat segons l'edat), d'inclusió o no dels menors, etc. En la majoria de casos, no obstant això, es tracta d'una quantitat monetària que rebrien els ciutadans individualment i universal (no condicionada a determinats nivells de pobresa, per exemple).
3. Àdhuc si no vol treballar de manera remunerada. Molt sovint s'interpreta "treball" com a sinònim de treball "remunerat" o "ocupació". Hi ha bones raons per a pensar que la següent tipologia és més adequada: 1) Treball amb remuneració en el mercat, 2) Treball domèstic i 3) Treball voluntari.
4. Sense prendre en consideració si és ric o pobre o, dit d'altra manera, independentment de quines puguin ser les altres possibles fonts de renda. A diferència dels subsidis condicionats a un nivell de pobresa o de situació, la RB la rep igual un ric que un pobre. Si la RB és concebuda com un dret de ciutadania (com implícitament pot desprendre's de la definició), exclou tota condició addicional. Com el dret ciutadà al sufragi universal, la proposta de la RB no imposa condicions addicionals a les de ciutadania.
5. Sense importar amb qui es convisqui. La RB no afavoreix una manera de convivència determinada. Ja sigui que sota un mateix sostre visqui una parella heterosexual, o persones de diverses generacions, o un grup d'amics o una parella homosexual, totes aquestes són formes de convivència completament independents del dret a percebre una RB.

La RB no és una subvenció, un subsidi o una assegurança condicionada. Ni pressuposa la satisfacció d'algun requeriment, per exemple, demostrar un determinat estat de pobresa, estar buscant treball remunerat, o haver perdut l'ocupació. Aquesta característica tan distintiva de la RB, la de no estar condicionada a cap requisit diferent del de la ciutadania o residència acreditada, la distingeix clarament, per posar solament alguns exemples, del subsidi d'atur, dels subsidis agraris, de l'impost negatiu de la renda, dels programes com "caps de família" argentins, de les rendes mínimes d'inserció que centralitzadament considera la República Francesa o descentralitzadament el Regne d'Espanya, etc.
La RB és formalment laica, incondicional i universal. Es percebria, en efecte, independentment del sexe al qual es pertanyi, del nivell d'ingressos que es posseeixi, de la confessió religiosa que es professi i de l'orientació sexual que es tingui.

## Què no és?
La RB no ha de confondre's amb les rendes d'inserció i altres subsidis condicionats propis de l'estat de benestar ni amb l'impost negatiu sobre la renda.
Que la definició de la RB sigui tan clara com qualsevol de les ofertes no ha impedit que al llarg d'aquests últims anys hagin proliferat dos tipus de confusions. En primer lloc, sota diferents denominacions, diversos autors s'han referit al mateix. Així, el mateix concepte de la RB ha rebut noms com els de "subsidi universal garantit", "ingrés bàsic universal", "ingrés ciutadà" o "ingrés mínim", entre d'altres. En qualsevol cas, el que importa no són els noms, sinó el que s'entén realment per cadascuna de les denominacions que s'utilitzin.
El segon tipus de confusió és el contrari: sota la mateixa denominació s'han volgut expressar, sovint, conceptes molt diferents. En primer lloc, no ha de confondre's la RB amb els diversos subsidis condicionats propis de l'estat de benestar que existeixen actualment, en els quals la percepció dels beneficis fiscals, més generosos o menys, està condicionada per la verificació, per part del sector públic, de la suficiència dels ingressos rebuts en el mercat laboral. Un exemple d'això ho representa el cas de la Comunitat Autònoma Basca que va aprovar, a finals de 2000, una llei que introduïa una "RB" que consistia en alguna cosa completament diferent del que es tracta aquí, ja que es feia efectiva precisament sota determinades condicions, no de manera universal. Hi ha, en definitiva, clares diferències entre la RB i les rendes mínimes d'inserció (PIRMI), que al Regne d'Espanya són pagades per la majoria de les comunitats autònomes i que en la República Francesa ofereix l'administració central.
En general, aquest tipus de mesures (les rendes mínimes) són mecanismes, més o menys generosos de lluita contra la pobresa i d'inserció social, propis de determinats estats de benestar. Per contra, la renda bàsica no és només un mecanisme de lluita contra la pobresa, sinó que, com dret de ciutadania que és, suposa un mecanisme que incrementa la llibertat efectiva de les persones. Una altra cosa és que, en la concreció de les diferents propostes, aquestes puguin semblar similars però, en el seu fonament i justificació, són realment diferents.
En segon lloc, tampoc ha de confondre's la RB amb l'anomenat "impost negatiu sobre la renda" (INR), que és un crèdit impositiu uniforme i reemborsable, que garanteix un nivell mínim d'ingressos mitjançant la política fiscal: si en la declaració d'ingressos se supera aquest mínim, es paguen els impostos corresponents; si, per contra, no se supera o es manca d'ingressos, l'estat abona la diferència fins a arribar al mínim establert. L'INR, proposat inicialment per Milton Friedman amb l'objectiu de retallar l'estat de benestar, va ser explorat amb major profunditat per James Tobin com a manera de lluitar contra la pobresa sense eliminar els incentius a l'ocupació.

## Una proposta justa?
Èticament, la RB ha estat justificada pels seus defensors de maneres distintes, i les dues justificacions principals es refereixen al problema de la llibertat individual: 
1. La justificació de la llibertat real: formulada per un dels creadors de la moderna noció de RB, Philippe van Parijs, la justificació de la llibertat real distingeix entre les societats formalment lliures i les realment lliures. Segons Van Parijs, una societat realment lliure és aquella que satisfà les tres condicions següents, en aquest ordre de prioritat: 
  1. seguretat –existeix una estructura de drets i llibertats bàsiques ben articulada-,
  2. propietat d'un mateix –en aquesta estructura, cada persona és propietària de les decisions sobre la seva vida-, i
  3. ordenament de l'oportunitat –si, en aquesta estructura, cada persona compta amb la major oportunitat possible per a fer qualsevol cosa que pogués voler fer; en una societat realment lliure, els que tinguin menys oportunitats tindran les màximes que podrien tenir en qualsevol altre ordenament que puguin portar a terme-. Tot això defineix una societat realment lliure, ja que formalment lliure ho és una societat que compleixi només les dues primeres condicions. Van Parijs justifica la RB argumentant que, sens dubte, en una societat amb una RB, els que tinguessin menys oportunitats tindrien més que en qualsevol altra societat.
2. La justificació republicana: els defensors de la RB seguidors de la mil·lenària tradició republicana, com ara Daniel Raventós, parteixen de la noció de la llibertat com a autogovern pròpia d'aquesta tradició política representada per autors i pensadors tan distints com Aristòtil, Ciceró, Maquiavel o Robespierre. Nucli bàsic d'aquesta noció de llibertat és la tesi que afirma que aquell que no disposa d'una base material suficient per a garantir-se una existència social autònoma haurà de sobreviure demanant permís a terceres persones i, pel mateix, es veurà en major o menor mesura sotmès a la voluntat d'aquestes. L'autogovern d'aquells que no disposen d'aquesta base material és, doncs, impossible i, per tant, solament se'ls pot considerar no lliures. Per als republicans partidaris de la democràcia, tot el món ha de ser lliure, i per això mateix tot el món ha de tenir dret a una base material mínima que garanteixi el seu dret a l'existència i, per tant, a la seva llibertat. La RB seria, per a aquests autors, aquesta base material mínima.

## Una proposta viable?
A nivell tècnic, existeixen visions molt diferents sobre com finançar una renda bàsica estable. Generalment, les propostes sobre el seu finançament se solen basar en l'establiment d'un determinat tipus impositiu sobre les rendes individuals. Existeixen, no obstant això, altres tipus de propostes que no prenen en compte l'IRPF. A part d'aquestes qüestions, hi ha altres aspectes tècnics molt importants que no tenen a veure amb el finançament de la proposta i que han estat estudiats i debatuts tant per defensors com per detractors de la RB. Així, per exemple, s'ha discutit sobre els efectes que la RB podria tenir (o no) sobre sobre la inflació; sobre si la RB suposa una amenaça per a l'estat de benestar o, per contra, una excel·lent via per a fer-lo més just i eficaç; sobre si es fomentaria el parasitisme o si, per contra, fomentaria l'autoocupació i l'acompliment de tasques no remunerades però beneficioses per a la societat; sobre els efectes que podria tenir de cara a l'emancipació de la dona; etc. Alguns d'aquests debats continuen oberts.

## Bangla Desh
El gener de 2022, el govern de Sheikh Hasina va aprovar una llei establint la Pensió Universal per la que tots els ciutadans de Bangla Desh, inclosos els expatriats, d'entre 18 i 60 anys tenen dret a rebre una beca mensual. Al final de l'any fiscal 2021–22, el deute extern de Bangla Desh va arribar als 95.860 milions de dòlars, un augment del 238% respecte al 2011 i el juliol de 2022, el Ministeri de Finances va sol·licitar ajuda fiscal al Fons Monetari Internacional per l'esgotament de les reserves de divises, que va accedir a aportar 4.700 milions de dòlars per ajudar a preservar l'estabilitat macroeconòmica, protegir els vulnerables i fomentar un creixement inclusiu i verd. Hasina va dimitir i va abandonar Bangladesh en direcció a l'Índia el 5 d'agost de 2024 després de setmanes de protestes estudiantils i enfrontaments entre manifestants i policia que han provocat prop de 300 morts.

## El pla pilot català
La Generalitat va aprovar el 2021 impulsar un pla pilot de renda bàsica universal. Resultat de l’acord d’investidura entre ERC i la CUP, per al disseny del pla pilot es va crear una oficina, adscrita al Departament de la Presidència, sota la direcció de Sergi Raventós Panyella.
El pla pilot català comptarà amb 5.000 receptors durant dos anys, que rebran un pagament mensual de 800 euros per adult i 300 euros per menor d’edat. La meitat dels receptors seran escollits de manera aleatòria, i l’altra meitat seran els residents de dos municipis catalans. Del pla pilot només quedaran excloses el 10% de les rendes més elevades.
Junts i el PSC van votar en contra de la Llei d’acompanyament dels pressupostos del 2023 que proporcionava la cobertura jurídica i els fons, posposant el desplegament del pla pilot de renda bàsica universal.